# Prithvi Bir Bikram Shah
Prithvi Bir Bikram Shah (18 août 1875 – 11 décembre 1911) est roi du Népal de 1881 à sa mort. Il succède à son grand-père Surendra Shah.